# Joelle Behlok
 (juin 2017).
Joelle Behlok (en arabe : جويل بحلق) est une dessinatrice de mode, présentatrice de télévision, mannequin et actrice libanaise. Elle a été Miss Liban en 1997 puis a fini dans les dix premières au concours de Miss Monde 1997.

## Biographie
Elle fait ses études au Collège des Frères Maristes Champville (en) à Jounieh, puis à l'université libanaise de Baabda. Après sa victoire au concours Miss Liban, elle travaille dans la publicité pour des bijoux et ornements en or, puis commence une carrière d'actrice et obtient le rôle principal dans la série The Last Cavalier en 2002. Elle anime, plus tard, l'émission de mode Style with Joelle sur la chaîne de télévision MBC 1.

## Vie personnelle
Elle est mariée à Adel Nader et a trois enfants.